# 디아 프램프턴
디아 프램프턴(Dia Frampton, 1987년 10월 2일 ~ )은 미국의 싱어송라이터로, 메그 & 디아의 리더이다. 《더 보이스》의 준우승자로도 잘 알려져 있다.